# Koyukuk (Alaska)
Koyukuk è una città degli Stati Uniti d'America, situata nella Census Area di Yukon-Koyukuk, nello Stato dell'Alaska.